# Steven Burtt
Steven Burtt (* 4. März 1984 in New York City, New York) ist ein US-amerikanisch-ukrainischer Basketballspieler. Er spielt bei BK Spartak Sankt Petersburg auf der Position des Point Guard.

## Karriere
Nach dem Besuch des College in New York meldete sich Steven Burtt, dessen gleichnamiger Vater in der National Basketball Association (NBA) gespielt hatte, zur NBA-Draft 2006 an. Er wurde von keinem NBA-Club ausgewählt und ging nach Europa. In den ersten vier Jahren in Europa spielte Burtt bei sieben verschiedenen Vereinen. Zu Beginn der Saison 2010/2011 wechselte er in die ukrainische Superliga zunächst zu Ferro-SNTU und dann zu BK Dnipro. Wie bereits 2010 mit Ferro-SNTU wurde er 2011 mit Dnipro ukrainischer Ligapokalsier. Im gleichen Jahr nahm Burtt die ukrainische Staatsangehörigkeit an und spielte für die ukrainische Basketballnationalmannschaft bei der EM 2011. Burtt war Teilnehmer der ukrainischen All-Star Games 2010, 2011 und 2012. Dabei wurde 2011 und 2012 zum MVP gewählt. Nach einer Saison in der Türkei bei Tofas Bursa wechselte Burtt zunächst zu Awtodor Saratow in die Superleague Russland. Seit Herbst 2013 spielt er für Spartak St. Petersburg.

## Erfolge und Auszeichnungen
- Sieger ukrainischer Ligacup 2010, 2011

### Persönliche Auszeichnungen
- Teilnehmer des ukrainischen All-Star Game 2010, 2011, 2012
- MVP des ukrainischen All-Star Game 2011, 2012